# Landau-Gletscher
Der Landau-Gletscher ist ein Gletscher an der Davis-Küste des Grahamlands auf der Antarktischen Halbinsel. Er liegt 3 km nordöstlich des McNeile-Gletschers und ist der nördlichste Gletscher, der in die Lindblad Cove, einer Nebenbucht der Charcot-Bucht, mündet.
Das Advisory Committee on Antarctic Names benannte ihn 2009 nach Denise Landau, Sprecherin der International Association of Antarctica Tour Operators von 1997 bis 2008, die zudem zwischen 1999 und 2008 Vorsitzende dieses Verbands war.